# Parambassis macrolepis
Parambassis macrolepis är en fiskart som först beskrevs av Bleeker, 1857.  Parambassis macrolepis ingår i släktet Parambassis och familjen Ambassidae. Inga underarter finns listade i Catalogue of Life.